# Lanta borgesae
Lanta borgesae är en kackerlacksart som beskrevs av Rocha e Silva och João de Carvalho e Vasconcellos 1984. Lanta borgesae ingår i släktet Lanta och familjen småkackerlackor. Inga underarter finns listade i Catalogue of Life.